# Vicenza Calcio 1990-1991
Questa voce raccoglie le informazioni riguardanti il Vicenza Calcio nelle competizioni ufficiali della stagione 1990-1991.

## Stagione
Nella stagione 1990-1991, con l'incarico di riportare i biancorossi nella serie cadetta, arrivò il tecnico Giuseppe Caramanno, il quale apportò immediatamente numerosi mutamenti alla rosa, chiese alla società di cedere parecchi giocatori e di acquistarne altrettanti. In quest'annata approdò dal Palermo il mediano Mimmo Di Carlo colui che diverrà un'autentica bandiera biancorossa vestendo la maglia vicentina per 9 stagioni consecutive. A metà campionato il Vicenza di Caramanno fu solamente al centro della classifica, i tifosi partita dopo partita divennero furibondi e punzecchiarono particolarmente l'allenatore pianese, il quale si dimise dopo la sconfitta contro il Varese e al suo posto subentrò dalla 23ª giornata contro il Casale Antonio Pasinato ma neanche lui riuscì a riportare il Vicenza in Serie B.
Il 9 dicembre 1990 la partita Pavia-Vicenza non fu disputata a causa di un'intensa nevicata e fu rinviata al 19 dicembre 1990.

## Divise e sponsor
- Sponsor tecnico: Adidas
- Sponsor ufficiale: Pal Zileri

| 1ª maglia | 2ª maglia | 3ª maglia |

## Rosa
| N. |                   | Ruolo | Calciatore           |
| -- | ----------------- | ----- | -------------------- |
|    | Italia (bandiera) | P     | Domenico Doardo      |
|    | Italia (bandiera) | P     | Fabio Marchioro      |
|    | Italia (bandiera) | P     | Vincenzo Nunziata    |
|    | Italia (bandiera) | P     | Giorgio Sterchele    |
|    | Italia (bandiera) | D     | Guido Belardinelli   |
|    | Italia (bandiera) | D     | Castrense Campanella |
|    | Italia (bandiera) | D     | Trionfo Carnà        |
|    | Italia (bandiera) | D     | Ignazio Gnoffo       |
|    | Italia (bandiera) | D     | Antonino Praticò     |
|    | Italia (bandiera) | D     | Stefano Signorato    |
|    | Italia (bandiera) | D     | Giacomo Zaccaria     |
|    | Italia (bandiera) | D     | Gianfranco Zanotto   |
|    | Italia (bandiera) | C     | Alain Borriero       |
|    | Italia (bandiera) | C     | Giuseppe Maria Butti |
|    | Italia (bandiera) | C     | Giancarlo Camolese   |
|    | Italia (bandiera) | C     | Ivan Campese         |
|    | Italia (bandiera) | C     | Vladimiro Caramel    |
|    | Italia (bandiera) | C     | Giuseppe Carillo     |

| N. |                   | Ruolo | Calciatore            |
| -- | ----------------- | ----- | --------------------- |
|    | Italia (bandiera) | C     | Mauro Conte           |
|    | Italia (bandiera) | C     | Domenico Di Carlo     |
|    | Italia (bandiera) | C     | Diego Ficarra         |
|    | Italia (bandiera) | C     | Augusto Gabriele      |
|    | Italia (bandiera) | C     | Federico Lunardon     |
|    | Italia (bandiera) | C     | Rocco Massimo Macrì   |
|    | Italia (bandiera) | C     | Mariano Marchetti     |
|    | Italia (bandiera) | C     | Danilo Neri           |
|    | Italia (bandiera) | C     | Emanuele Pellizzaro   |
|    | Italia (bandiera) | C     | Cristiano Scapolo     |
|    | Italia (bandiera) | C     | Oscar Tacchi          |
|    | Italia (bandiera) | C     | Giuseppe Troise       |
|    | Italia (bandiera) | C     | Giorgio Zamuner       |
|    | Italia (bandiera) | A     | Edoardo Artistico     |
|    | Italia (bandiera) | A     | Alessandro Dal Fabbro |
|    | Italia (bandiera) | A     | Giuseppe Folli        |
|    | Italia (bandiera) | A     | Ferdinando Gasparini  |
|    | Italia (bandiera) | A     | Fabrizio Provitali    |

## Calciomercato

### Sessione autunnale-invernale
| Acquisti | Acquisti             | Acquisti  | Acquisti |
| R.       | Nome                 | da        | Modalità |
| -------- | -------------------- | --------- | -------- |
| C        | Domenico Di Carlo    | Palermo   | -        |
| C        | Diego Ficarra        | Licata    | -        |
| C        | Rocco Massimo Macrì  | Casertana | -        |
| A        | Fabrizio Provitali   | Cagliari  | -        |
| D        | Giacomo Zaccaria     | Nola      | -        |
| A        | Ferdinando Gasparini | Modena    | -        |

| Cessioni | Cessioni          | Cessioni    | Cessioni |
| R.       | Nome              | da          | Modalità |
| -------- | ----------------- | ----------- | -------- |
| C        | Vladimiro Caramel | Licata      | -        |
| C        | Giuseppe Carillo  | Viareggio   | -        |
| D        | Trionfo Carnà     | Giarre      | -        |
| D        | Ignazio Gnoffo    | Reggina     | -        |
| C        | Danilo Neri       | Ospitaletto | -        |
| C        | Giuseppe Troise   | Nola        | -        |
| C        | Giorgio Zamuner   | Modena      | -        |
| C        | Oscar Tacchi      | Francavilla | -        |

## Risultati

### Serie C1

#### Girone di Andata
| Carpi 16 settembre 1990 1ª giornata | Carpi                   | 0 – 0 | Vicenza | Stadio Sandro Cabassi di Carpi\| Arbitro: \| Stefano Braschi (Prato) \| |
| Arbitro:                            | Stefano Braschi (Prato) |       |         |                                                                         |

| Arbitro: | Bruno Cirotti (Roma) |

|               |           |  |
| Artistico 22’ | Marcatori |  |

| Arbitro: | Giorgio Baglieri (Tivoli) |

|                        |           |                |
| Cornacchini 50’ (rig.) | Marcatori | 25’ Campanella |

| Arbitro: | Carlo Dinelli (Lucca) |

|              |           |               |
| Camolese 14’ | Marcatori | 83’ Civeriati |

| Arbitro: | Pierluigi Collina (Bologna) |

|  |           |                        |
|  | Marcatori | 50’, 54’ (rig.) Mosele |

| Casale Monferrato 21 ottobre 1990 6ª giornata | Casale                           | 0 – 0 | Vicenza | Stadio Natale Palli di Casale Monferrato\| Arbitro: \| Sergio Zuccolini (Reggio Emilia) \| |
| Arbitro:                                      | Sergio Zuccolini (Reggio Emilia) |       |         |                                                                                            |

| Arbitro: | Salvatore Salerno (Acireale) |

|               |           |  |
| Artistico 45’ | Marcatori |  |

| Arbitro: | Salvatore Racalbuto (Gallarate) |

|                                  |           |                      |
| Renzoni 11’ Hübner 66’ Carta 71’ | Marcatori | 62’ (rig.) Gasparini |

| Arbitro: | Alessandro Marchese (Napoli) |

|                            |           |  |
| Gabriele 65’ Provitali 80’ | Marcatori |  |

| Mantova 25 novembre 1990 10ª giornata | Mantova                 | 0 – 0 | Vicenza | Stadio Danilo Martelli di Mantova\| Arbitro: \| Giancarlo Lana (Torino) \| |
| Arbitro:                              | Giancarlo Lana (Torino) |       |         |                                                                            |

| Arbitro: | Riccardo Curotti (Piacenza) |

|  |           |            |
|  | Marcatori | 3’ Lazzini |

| Vicenza 16 dicembre 1990 13ª giornata | Vicenza                         | 0 – 0 | Como | Stadio Romeo Menti di Vicenza\| Arbitro: \| Giuseppe Conocchiari (Macerata) \| |
| Arbitro:                              | Giuseppe Conocchiari (Macerata) |       |      |                                                                                |

| Arbitro: | Carlo Pacifici (Roma) |

|           |           |  |
| Baldo 54’ | Marcatori |  |

| La Spezia 30 dicembre 1990 14ª giornata | Spezia                      | 0 – 0 | Vicenza | Stadio Alberto Picco di La Spezia\| Arbitro: \| Luciano Minotti (Frosinone) \| |
| Arbitro:                                | Luciano Minotti (Frosinone) |       |         |                                                                                |

| Arbitro: | Angelo Bonfrisco (Monza) |

|                |           |  |
| Folli 18’, 85’ | Marcatori |  |

| Arbitro: | Cosimo Bolognino (Milano) |

|             |           |                         |
| Carboni 66’ | Marcatori | 4’ (rig.), 60’ Gabriele |

| Vicenza 20 gennaio 1991 17ª giornata | Vicenza                  | 0 – 0 | Pro Sesto | Stadio Romeo Menti di Vicenza\| Arbitro: \| Daniele Lelli (Grosseto) \| |
| Arbitro:                             | Daniele Lelli (Grosseto) |       |           |                                                                         |

#### Girone di Ritorno
| Arbitro: | Lorenzo Branzoni (Pavia) |

|                         |           |             |
| Folli 40’ Artistico 92’ | Marcatori | 7’ Aguzzoli |

| Arbitro: | Giacinto Franceschini (Bari) |

|                        |           |  |
| Perugi 7’ Mandelli 78’ | Marcatori |  |

| Arbitro: | Francesco Arena (Ercolano) |

|                               |           |              |
| Belardinelli 3’ Artistico 87’ | Marcatori | 58’ Bertozzi |

| Arbitro: | Stefano Braschi (Prato) |

|            |           |  |
| Fiorio 88’ | Marcatori |  |

| Arbitro: | Giancarlo Lana (Torino) |

|                            |           |  |
| Antonioli 66’ Pedretti 81’ | Marcatori |  |

| Arbitro: | Emanuele Damiani (Brescia) |

|                         |           |                           |
| Folli 41’ Provitali 44’ | Marcatori | 19’ Lo Pinto 59’ Gregoric |

| Arbitro: | Rino Destro (Novi Ligure) |

|              |           |           |
| Lazzarin 33’ | Marcatori | 66’ Folli |

| Arbitro: | Luciano Russo (Pescara) |

|             |           |                                  |
| Scapolo 48’ | Marcatori | 45’ (aut.) Di Carlo 87’ Mainardi |

| Arbitro: | Roberto Iannello (Voghera) |

|              |           |               |
| Baldacci 36’ | Marcatori | 85’ Artistico |

| Arbitro: | Roberto Zucchini (Bologna) |

|               |           |  |
| Gasparini 85’ | Marcatori |  |

| Arbitro: | Raffaele Giove (Bari) |

|  |           |                    |
|  | Marcatori | 54’, 79’ Artistico |

| Arbitro: | Antonio Casaluci (Bologna) |

|  |           |              |
|  | Marcatori | 27’ Bruzzano |

| Arbitro: | Luigi Freddi (Sassari) |

|              |           |               |
| Pradella 24’ | Marcatori | 84’ Artistico |

| Arbitro: | Giuseppe Morgillo (Potenza) |

|  |           |           |
|  | Marcatori | 27’ Catto |

| Arbitro: | Francesco Arena (Ercolano) |

|                     |           |                           |
| Bongiorni 6’ (rig.) | Marcatori | 29’ Artistico 69’ Scapolo |

| Vicenza 2 giugno 1991 33ª giornata | Vicenza                  | 0 – 0 | Empoli | Stadio Romeo Menti di Vicenza\| Arbitro: \| Lorenzo Branzoni (Pavia) \| |
| Arbitro:                           | Lorenzo Branzoni (Pavia) |       |        |                                                                         |

| Sesto San Giovanni 9 giugno 1991 34ª giornata | Pro Sesto              | 0 – 0 | Vicenza | Stadio Breda di Sesto San Giovanni\| Arbitro: \| Stefano Mattera (Roma) \| |
| Arbitro:                                      | Stefano Mattera (Roma) |       |         |                                                                            |

### Coppa Italia Serie C

#### Fase a gironi
| 19 agosto 1990, ore 17:00 | Vicenza | 3 – 0 | Pievigina |  |

| 22 agosto 1990, ore 20:30 | Treviso | 0 – 0 | Vicenza |  |

| 26 agosto 1990, ore 17:00 | Vicenza | 3 – 1 | Chievo |  |

| 29 agosto 1990, ore 20:30 | Cittadella | 1 – 0 | Vicenza |  |

| 5 settembre 1990, ore 20:30 | Vicenza | 3 – 0 | Trento |  |

| 9 settembre 1990, ore 16:30 | Valdagno | 0 – 1 | Vicenza |  |

#### Sedicesimi di finale
| ottobre 1990 | Vicenza | 1 – 1 | SPAL |  |

| novembre 1990 | SPAL | 1 – 0 | Vicenza |  |

### Statistiche dei giocatori
| Giocatore       | Serie C1 | Serie C1 | Coppa Italia Serie C | Coppa Italia Serie C | Totale   | Totale |
| Giocatore       | Presenze | Reti     | Presenze             | Reti                 | Presenze | Reti   |
| --------------- | -------- | -------- | -------------------- | -------------------- | -------- | ------ |
| E. Artistico    | 25       | 9        | ?                    | ?                    | 25+      | 9+     |
| G. Belardinelli | 24       | 1        | ?                    | ?                    | 24+      | 1+     |
| A. Borriero     | 3        | 0        | ?                    | ?                    | 3+       | 0+     |
| G.M. Butti      | 3        | 0        | ?                    | ?                    | 3+       | 0+     |
| G. Camolese     | 26       | 1        | ?                    | ?                    | 26+      | 1+     |
| C. Campanella   | 12       | 1        | ?                    | ?                    | 12+      | 1+     |
| I. Campese      | 3        | 0        | ?                    | ?                    | 3+       | 0+     |
| V. Caramel      | 0        | 0        | ?                    | ?                    | 0+       | 0+     |
| G. Carillo      | 0        | 0        | ?                    | ?                    | 0+       | 0+     |
| T. Carnà        | 3        | 0        | ?                    | ?                    | 3+       | 0+     |
| M. Conte        | 30       | 0        | ?                    | ?                    | 30+      | 0+     |
| A. Dal Fabbro   | 1        | 0        | ?                    | ?                    | 1+       | 0+     |
| D. Di Carlo     | 22       | 0        | ?                    | ?                    | 22+      | 0+     |
| D. Doardo       | 1        | -0       | ?                    | ?                    | 1+       | 0+     |
| D. Ficarra      | 12       | 0        | ?                    | ?                    | 12+      | 0+     |
| G. Folli        | 23       | 5        | ?                    | ?                    | 23+      | 5+     |
| A. Gabriele     | 27       | 3        | ?                    | ?                    | 27+      | 3+     |
| F. Gasparini    | 21       | 2        | ?                    | ?                    | 21+      | 2+     |
| I. Gnoffo       | 5        | 0        | ?                    | ?                    | 5+       | 0+     |
| F. Lunardon     | 2        | 0        | ?                    | ?                    | 2+       | 0+     |
| R.M. Macrì      | 13       | 0        | ?                    | ?                    | 13+      | 0+     |
| M. Marchetti    | 22       | 0        | ?                    | ?                    | 22+      | 0+     |
| F. Marchioro    | 17       | -11      | ?                    | ?                    | 17+      | -11+   |
| D. Neri         | 0        | 0        | ?                    | ?                    | 0+       | 0+     |
| V. Nunziata     | 14       | -15      | ?                    | ?                    | 14+      | -15+   |
| E. Pellizzaro   | 30       | 0        | ?                    | ?                    | 30+      | 0+     |
| A. Praticò      | 28       | 0        | ?                    | ?                    | 28+      | 0+     |
| F. Provitali    | 18       | 2        | ?                    | ?                    | 18+      | 2+     |
| C. Scapolo      | 15       | 2        | ?                    | ?                    | 15+      | 2+     |
| S. Signorato    | 1        | 0        | ?                    | ?                    | 1+       | 0+     |
| G. Sterchele    | 3        | -1       | ?                    | ?                    | 3+       | -1+    |
| O. Tacchi       | 0        | 0        | ?                    | ?                    | 0+       | 0+     |
| G. Troise       | 5        | 0        | ?                    | ?                    | 5+       | 0+     |
| G. Zaccaria     | 11       | 0        | ?                    | ?                    | 11+      | 0+     |
| G. Zamuner      | 5        | 0        | ?                    | ?                    | 5+       | 0+     |
| G. Zanotto      | 15       | 0        | ?                    | ?                    | 15+      | 0+     |